# Łysa Góra
Łysa Góra este o arie protejată (sit de importanță comunitară — SCI) din Polonia întinsă pe o suprafață de 2.761,24 ha, integral pe uscat.

## Localizare
Centrul sitului Łysa Góra este situat la coordonatele 49°32′40″N 21°35′23″E / 49.5445°N 21.5897°E.

## Înființare
Situl Łysa Góra a fost declarat sit de importanță comunitară în martie 2007 pentru a proteja 1 specie de plante și 3 specii de animale.

## Biodiversitate
Situată în ecoregiunile alpină și continentală, aria protejată conține 6 habitate naturale: Fânețe de joasă altitudine (Alopecurus pratensis, Sanguisorba officinalis), Mlaștini alcaline, Păduri de fag Luzulo-Fagetum, Păduri de fag Asperulo-Fagetum, Păduri pe pante, grohotișuri și ravene de Tilio-Acerion, Păduri aluvionare cu Alnus glutinosa și Fraxinus excelsior (Alno-Padion, Alnion incanae, Salicion albae).
La baza desemnării sitului se află mai multe specii protejate:
- plante (1): Buxbaumia viridis
- amfibieni (2): izvoraș-cu-burta-galbenă (Bombina variegata), triton cu creastă (Triturus cristatus)
- nevertebrate (1): Rosalia alpina